# Липс, Иоганн
Иоганн Генрих Липс (нем. Johann Heinrich Lips; 29 апреля 1758[…], Клотен, Цюрих — 5 мая 1817[…], Цюрих) — швейцарский рисовальщик, живописец и гравёр по меди. Портретист.

## Биография
Иоганн Липс родился 29 апреля 1758 года в швейцарском городе Клотене в семье Ганса Ульриха Липса, парикмахера и хирурга, и Элизабеты Кауфманн.
Учитель латыни Иоганна, местный пастор, познакомил его с Иоганном Лафатером, швейцарским писателем и богословом, который был впечатлён рисунками Липса и уговорил родителей позволить ему изучать искусство. Лафатер устроил Иоганна учеником живописца Иоганна Каспара Фюссли. Позже Липс обучался у гравёра Иоганна Шелленберга в Винтертуре.
В 1774—1776 годах Липс работал с Шелленбергом над иллюстрациями к известной работе Лафатера по физиогномике «Physiognomische Fragmente zur Beförderung der Menschenkenntniß und Menschenliebe». После этого он некоторое время работал с живописцем Иоганном Генрихом Фюссли. С 1780 по 1782 годы, получив финансовую помощь, он совершил ознакомительную поездку по Германии, где посетил Академию рисунка в Мангейме, а также был в Дюссельдорфе, ознакомившись с произведениями Ван Дейка. С 1782 по 1789 годы провёл в Италии, Риме, став частью немецкого художественного сообщества и подружившись с Иоганном Тишбейном, который в это время путешествовал по Италии с Гёте.
Благодаря рекомендации Гёте, в 1789 году Липс стал профессором рисовальной школы в Веймаре — Fürstliche freie Zeichenschule Weimar. Здесь он иллюстрировал произведения Гёте и Шиллера, создал портреты многих немецких художников, писателей и поэтов. Он покинул должность профессора спустя пять лет после разрыва с Гёте и вернулся в Цюрих. В 1796 году Липс женился, а в следующем году получил гражданство. Одной из его больших работ в это время было иллюстрирование полного собрания сочинений Кристофа Виланда. После 1801 года гравёр был постоянным участником выставок «Общества Цюрихских художников» (Züricher Künstlergesellschaft).
Иоганн Генрих Липс скончался 5 мая 1817 года в городе Цюрихе. За свою жизнь он создал около 1500 гравюр.

## Галерея

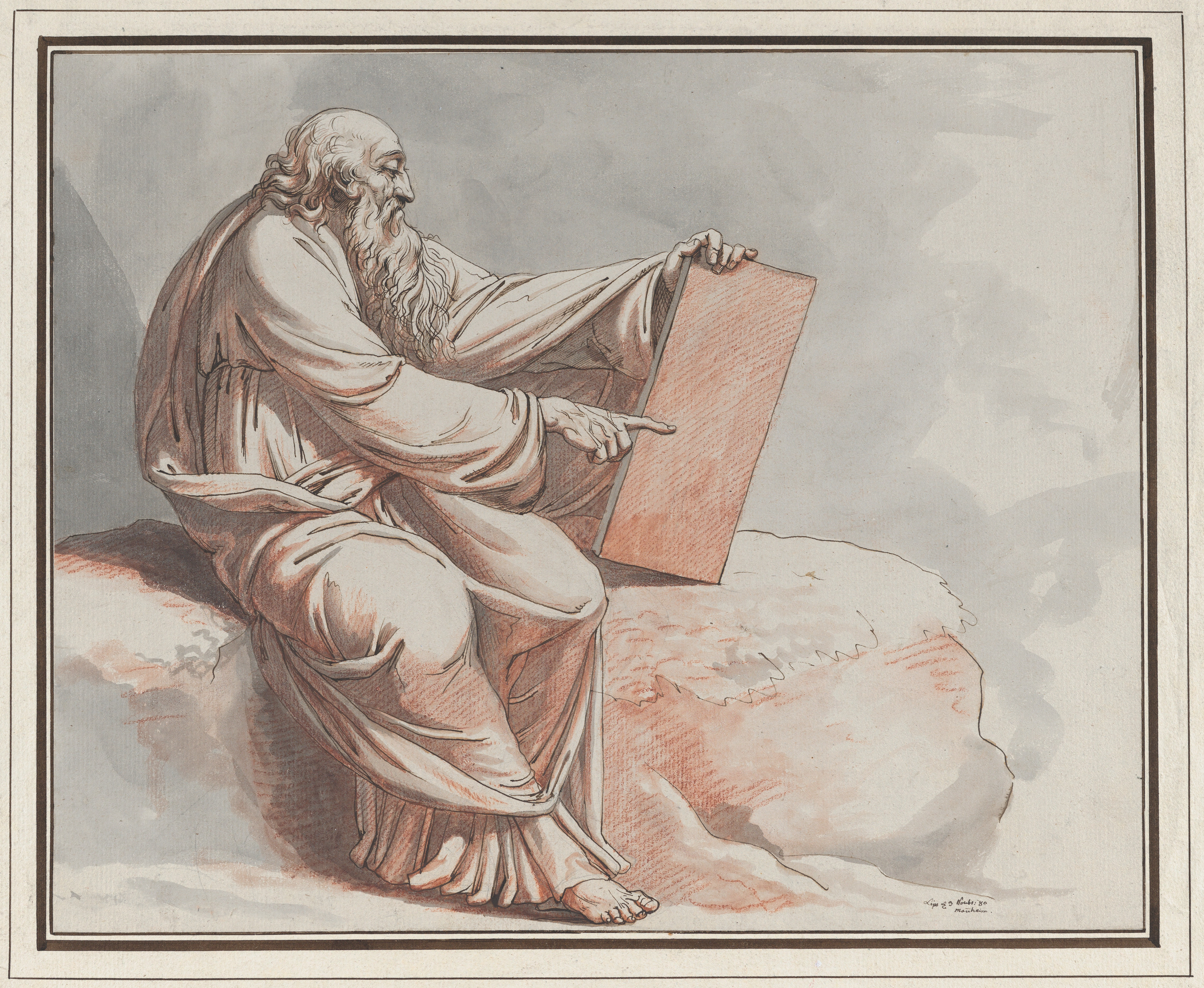
Сидящий пророк. 1780. Бумага, перо, чернила, акварель, сангина. Метрополитен-музей, Нью-Йорк
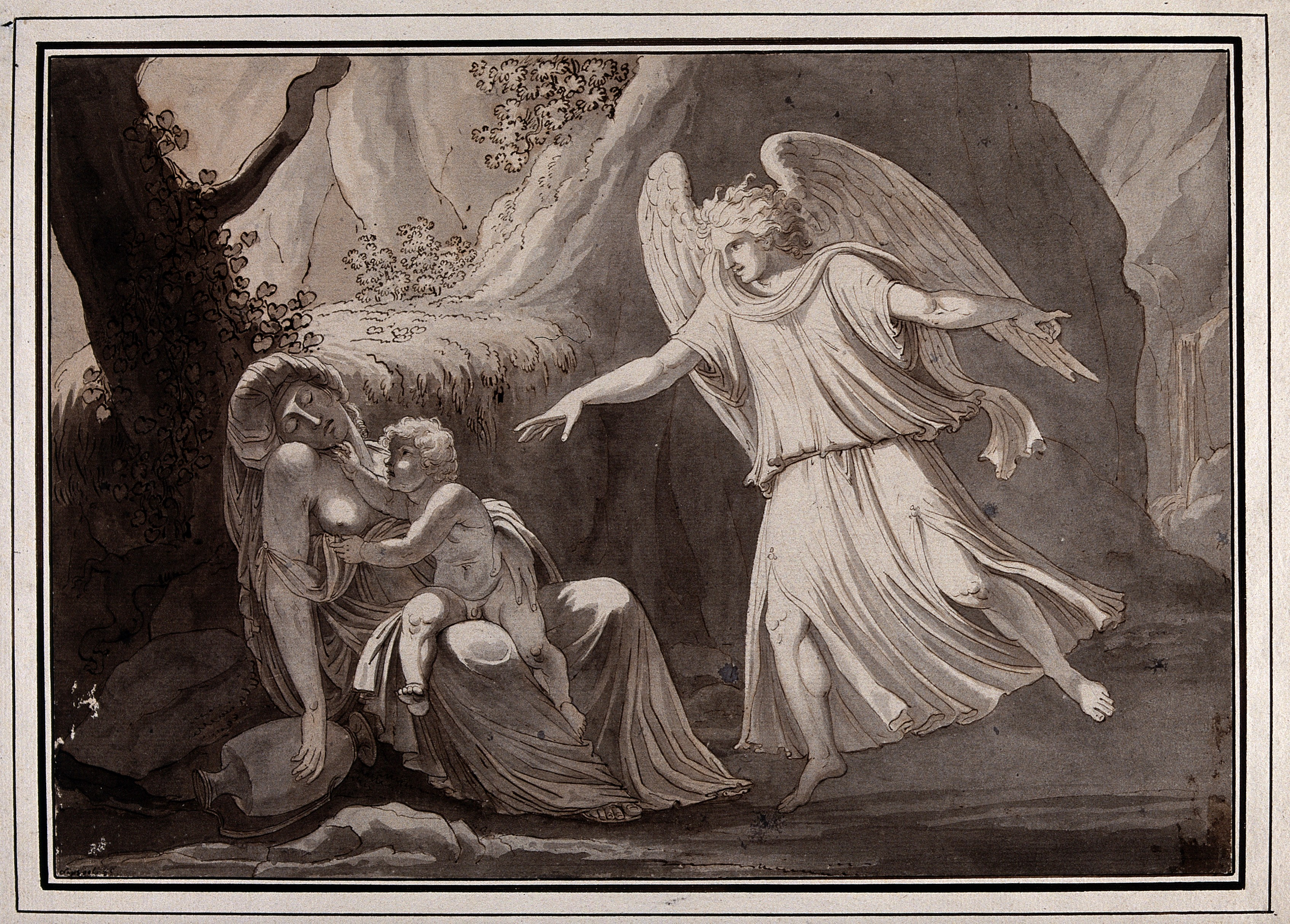
Агарь и Измаил в пустыне. 1785. Бумага, перо, кисть, тушь. Коллекция Велком, Лондон
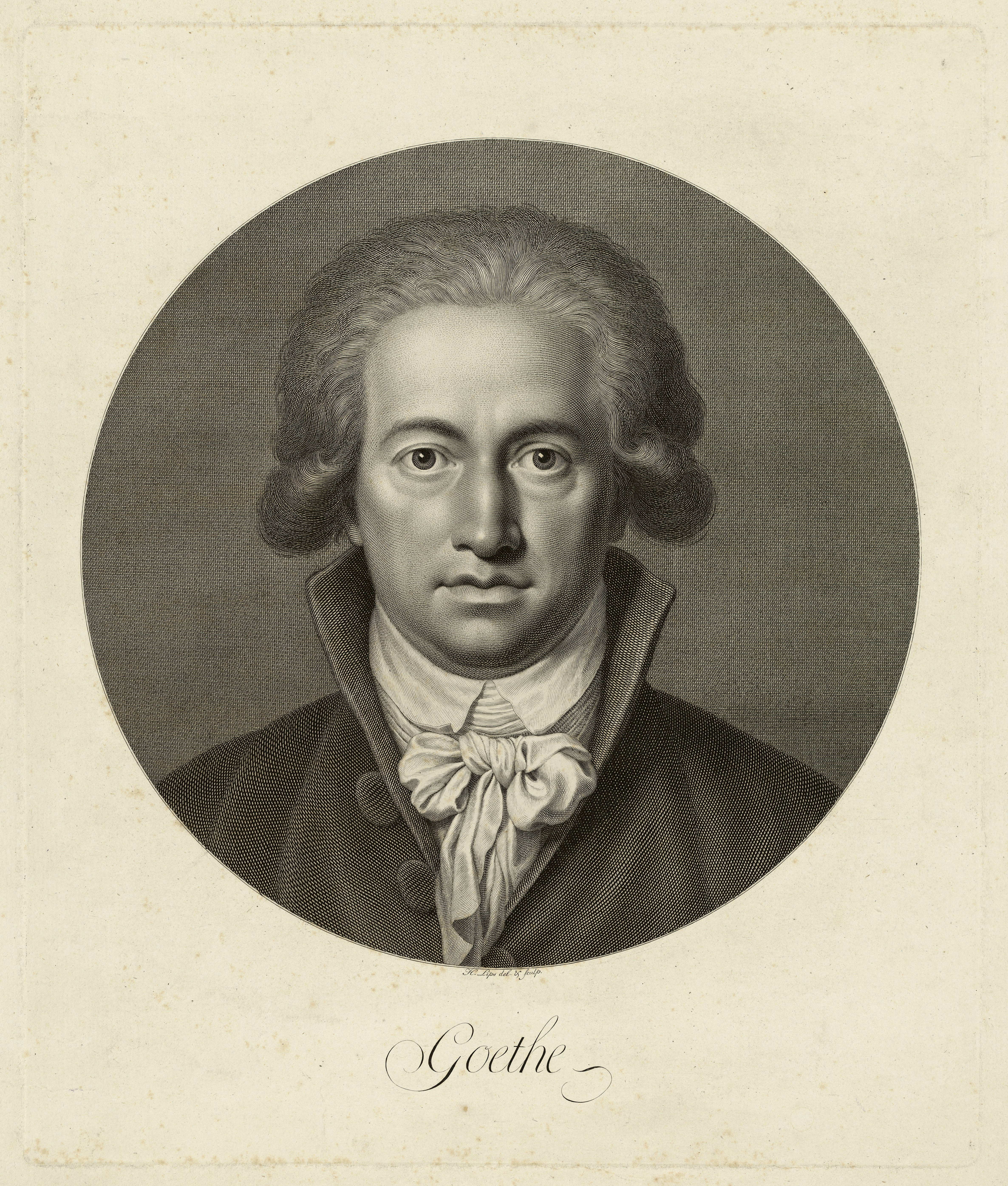
Иоганн Вольфганг фон Гёте. 1791. Офорт
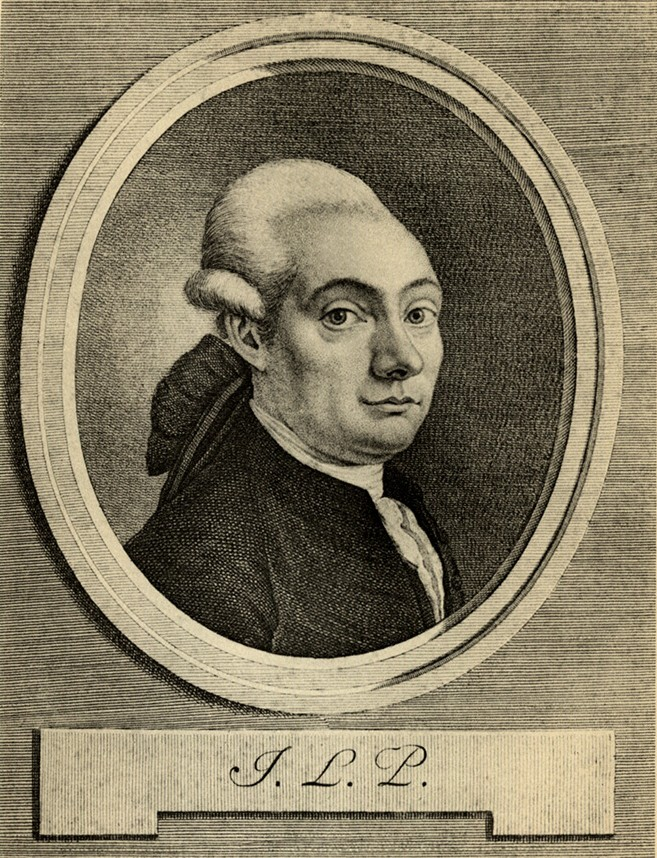
Якоб Людвиг Пассавант. 1775. Офорт, резец
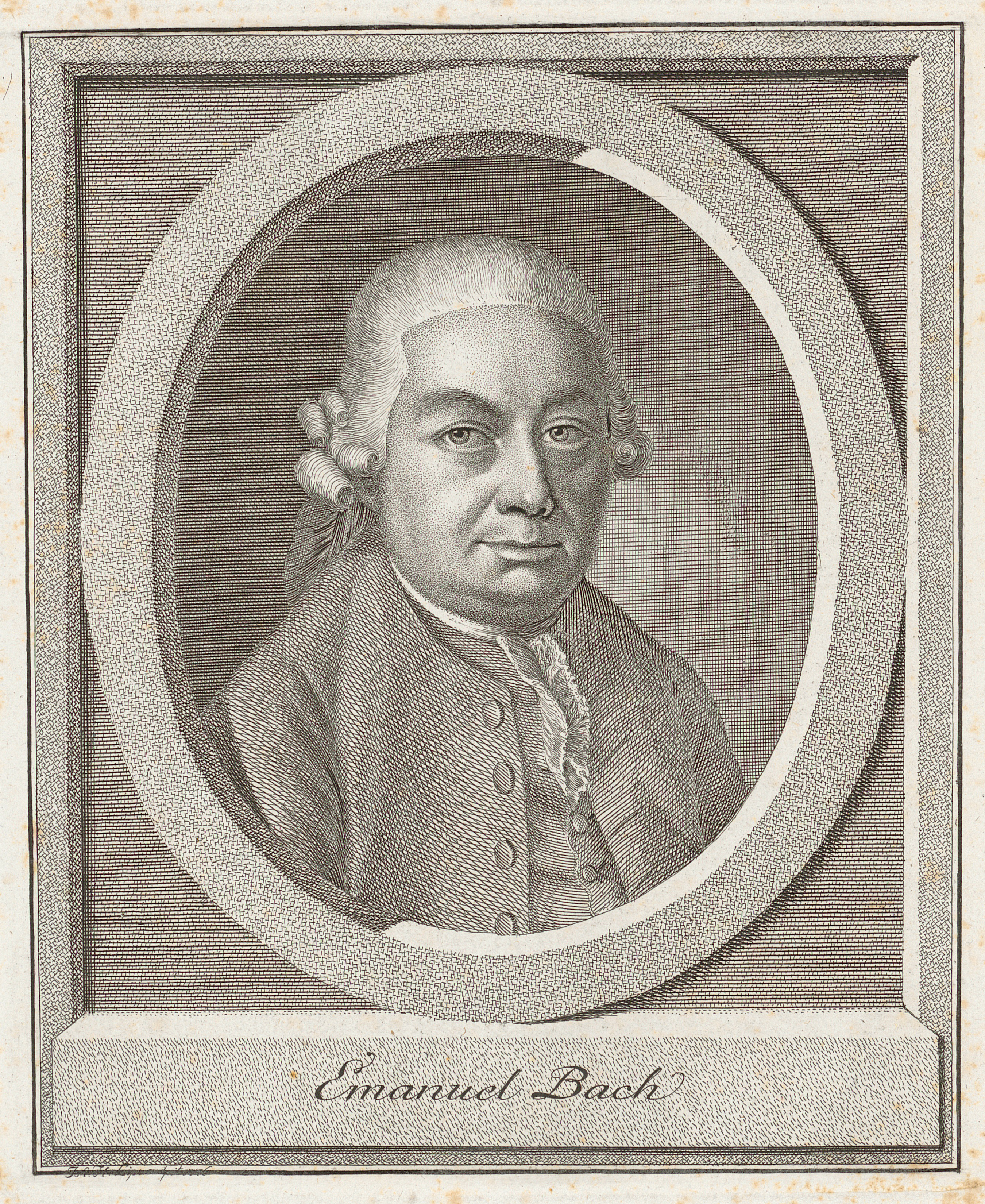
Карл Филипп Эммануил Бах. 1776. Офорт
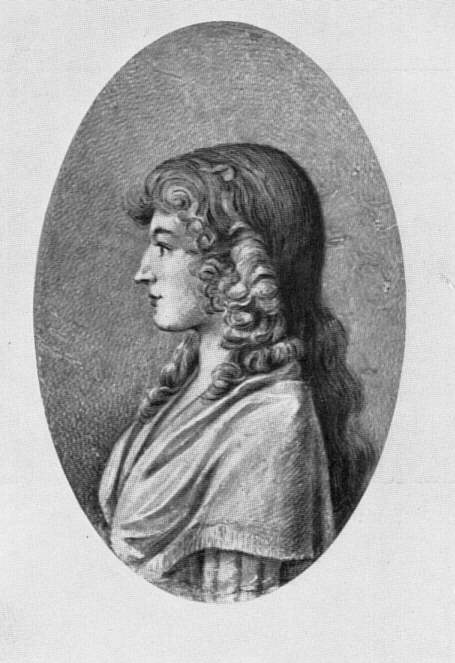
Луиза Амалия Беккер-Нойман. Ок. 1793. Офорт
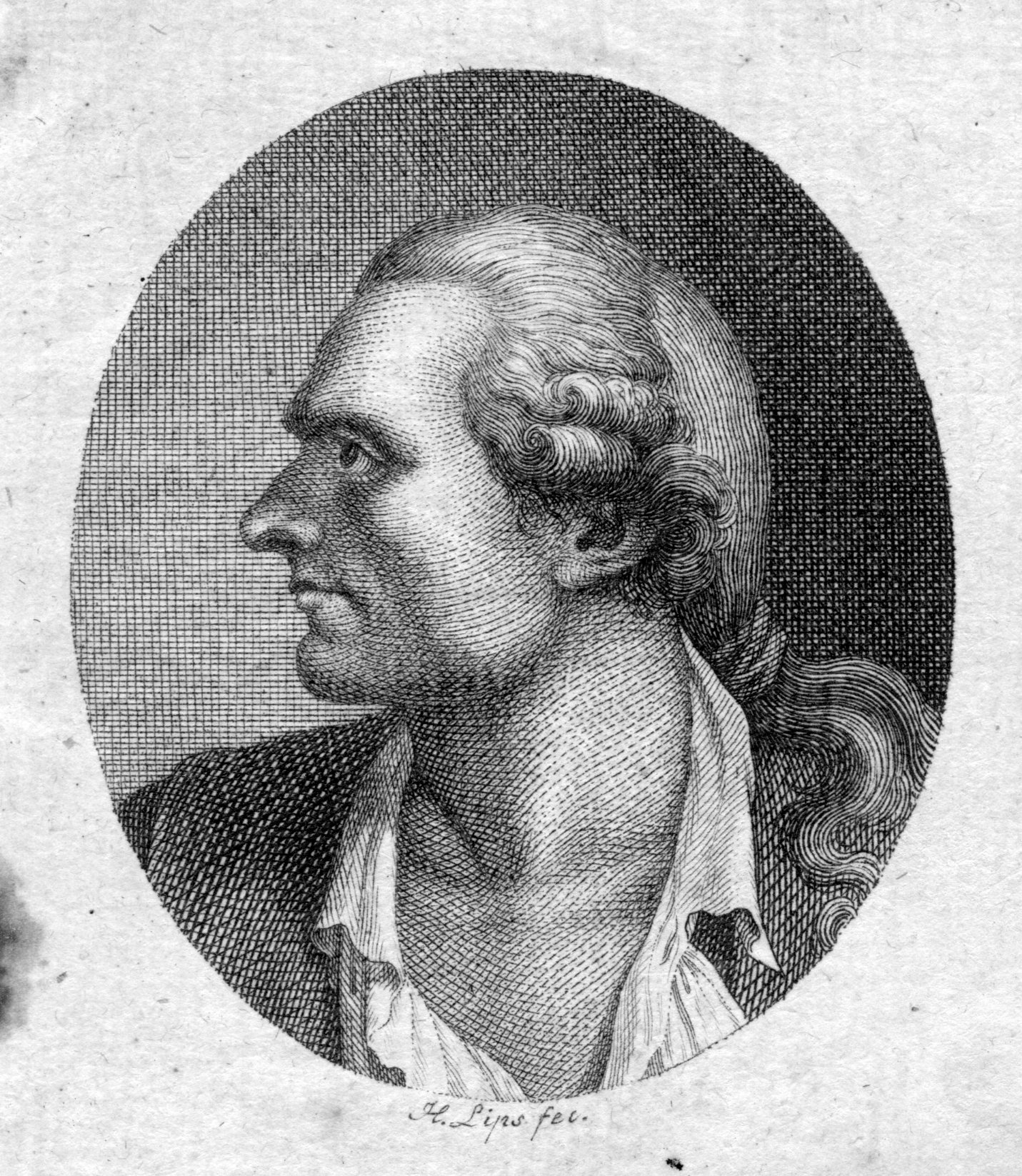
Александр Триппель. Офорт